# David Allen (Spezialeffektkünstler, 1944)
David William Allen (* 22. Oktober 1944 in Los Angeles, Kalifornien; † 16. August 1999 in Burbank, Los Angeles County, Kalifornien) war ein US-amerikanischer Spezialeffektkünstler.

## Leben
David Allan war seit Ende der 1960er Jahre im Bereich der Spezialeffekte für Film- und Fernsehen tätig und war dabei zunächst auch als Assistent von Jim Danforth aktiv. Ab den 1970er Jahren arbeitete er dabei für den Produzenten und Regisseur Charles Band und war an Dutzenden Low-Budget-Filmen und B-Movies beteiligt. In den 1980er Jahren war Allen auch für Industrial Light & Magic tätig. Außerdem führte er mit David Allen Productions ein eigenes Unternehmen. Ein Arbeitsschwerpunkt lag auf Stop-Motion.
Als Regisseur war Allen mit einer Episode an dem Film Herrscher der Hölle  beteiligt. 1990 folgte mit Puppet Master II sein erster und einziger Langspielfilm.
Für seine Mitarbeit an Das Geheimnis des verborgenen Tempels war Allen gemeinsam mit einigen Kollegen 1986 für den Oscar in der Kategorie Beste visuelle Effekte nominiert. Für seine Animation bei Laserkill – Todesstrahlen aus dem All erhielt er auf dem Festival internazionale del film di fantascienza di Trieste den Silbernen Asteroiden.
Allen starb infolge einer Krebserkrankung.

## Filmografie (Auswahl)
- 1969: Als Dinosaurier die Erde beherrschten (When Dinosaurs Ruled the Earth), mit Jim Danforth
- 1974: Flesh Gordon
- 1978: Laserkill – Todesstrahlen aus dem All (Laserblast)
- 1985: Das Geheimnis des verborgenen Tempels (Young Sherlock Holmes)
- 1989: Ghostbusters II
- 1989: Puppet Master (Puppetmaster)
- 1989: Bride of Re-Animator
- 1994: Alien Desperados (Oblivion)